# Petr Cornelie
Petr Cornelie, né le 26 juillet 1995 à Calais dans le Pas-de-Calais, est un joueur international français de basket-ball. Avec l'équipe de France, il est vice-champion olympique en 2021.

## Biographie
Fils de deux anciens joueurs de haut niveau et frère de Jodie Cornelie, Petr Cornelie se lance dans le basket-ball en Alsace où il passe par plusieurs clubs dont Saint Joseph Strasbourg et Souffelweyersheim en U15 Elite. Il rejoint le pôle espoir d'Alsace de basket-ball en 2008 puis intègre deux ans plus tard le centre de formation MSB puis le groupe professionnel en 2012-2013 où il progresse match par match.
À la fin de la saison 2014-2015, il choisit de renoncer à la draft 2015 de la NBA.
Au mois de juin 2016, il se présente à la draft 2016 de la NBA où il est drafté par les Nuggets de Denver à la 53e position. Le 9 juillet, en Summer League NBA, il inscrit 19 points (7/11 aux tirs) et capte 7 rebonds lors d'une rencontre. Toutefois, il n'est pas retenu par les Nuggets pour la saison NBA 2016-2017 et continue sa carrière au Mans Sarthe Basket.
Le 20 juin 2019, Cornelie signe avec l'Élan béarnais Pau-Lacq-Orthez pour la saison 2019-2020.
Le 17 septembre 2021, il signe un contrat two-way avec les Nuggets de Denver. Les Nuggets se séparent de Cornelie en janvier 2022.
En juillet 2022, Cornelie s'engage pour une saison au Real Madrid,.
Le 19 juillet 2023, il rejoint l'AS Monaco pour un contrat de trois saisons,.
En juillet 2025, Cornelie quitte Monaco avant la fin de son contrat et signe avec Esenler Erokspor (en), club turc de première division.

## Palmarès

### En club
Real Madrid :
- Vainqueur de l'Euroligue en 2023

 AS Monaco
- - Champion de France en 2024

### Équipe de France
- Médaille d’argent aux Jeux olympiques en 2021 à Tokyo

## Distinction personnelle
- Chevalier de l'ordre national du Mérite (décret du 8 septembre 2021)[13]